# Félix Cuadrado Lomas
Félix Quadrato Lomas (Valladolid, 4 dicembre 1930 – Valladolid, 17 novembre 2021) è stato un pittore spagnolo, noto per la sua specializzazione nei paesaggi castigliani.
Nel 2017 ha declinato il Premio Castilla y León de las Artes (Premio Castiglia e León delle Arti). È stato membro del gruppo artistico noto come Gruppo Simancas.

## Biografia
Nacque e crebbe nel quartiere di San Andrés a Valladolid. Trascorse lunghi soggiorni nel paese materno, Calzada de los Molinos, nella provincia di Palencia, dove da bambino si familiarizzò con il paesaggio rurale castigliano e dove, da giovane, si ritirò per un anno, nel 1950, per recuperarsi da una tubercolosi.
Studiò a Valladolid, presso la scuola dei gesuiti, poi al Liceo Zorrilla e infine alla Scuola d'Arti e Mestieri.
Presto iniziò a partecipare a esposizioni e concorsi e a viaggiare per Spagna, Portogallo e Francia. Nel 1966 ottenne il Premio di Produzione della Cassa di Risparmio Provinciale di Valladolid con la tela Mulas e terre. Da allora, non partecipò più a nessun concorso e tutti i premi che ricevette furono onorifici, senza che lui si candidasse né competesse volontariamente.
Collaborò con numerosi scrittori e poeti, come Francisco Pino, Jorge Guillén, Claudio Rodríguez o Miguel Casado.
Quadrato Lomas fondò il cosiddetto Gruppo Simancas (1967-2007) ingo Criado, Jorge Vidal (di origine cilena) insieme ad altri artisti vallisoletani, naturali o d'adozione, come Gabino Gaona, Domingo Criado, Jorge Vidal (di origine cilena) o Fernando Santiago ("Jacobo"). Altri pittori, scultori, ceramisti e scrittori furono anche nell'orbita del gruppo o ebbero relazioni e influenze reciproche con i suoi membri, come nel caso di Alejandro Conde López, anche lui vallisoletano, stilisticamente affine e della stessa generazione di Quadrato Lomas e Gaona. Conde López ebbe rapporti con loro, ma emigrò prima a Parigi e si stabilì poi a Madrid. Nell'opuscolo della retrospettiva dedicata al Gruppo Simancas nel Cortile Herreriano in 2011 può leggersi:
Nel 1975 installò il suo studio a Simancas.
Morì il 17 novembre 2021.

## Rifiuto del Premio Castilla y León de las Artes
Nel 2018, il consiglio di Cultura di Castiglia e León gli conferì il Premio Castilla y León de las Artes (Premio Castiglia e León delle Arti) per il 2017. Il pittore rifiutò il premio perché lo considerava tardivo e privo di dotazione economica.

## Omaggi
A La Cistérniga, una scuola porta il nome di "Félix Quadrato Lomas".

## Documentario
Nel 2015 fu realizzato il documentario Tierra construida sulla sua figura, diretto da Arturo Dueñas. Il documentario fu proiettato nell'ultima mostra del pittore ancora in vita, organizzata dalla Diputación di Valladolid e celebrata nel Palazzo di Pimentel a Valladolid tra il 14 gennaio e il 28 marzo 2021.

## Véase anche
- Gruppo Simancas